# Volta a Cataluña 1953
La Volta a Cataluña 1953 fue la 33.ª edición de la Volta a Cataluña. Se disputó en 10 etapas del 7 al 13 de septiembre de 1953 con un total de 1.444 km. El vencedor final fue el español Salvador Botella.

## Recorrido
En esta edición, se repitió el esquema de carrera del año anterior, con diez etapas, una de ellas divididas en dos sectores. Se disputa una contrarreloj individual, en la quinta etapa, segundo sector y se continúan dando bonificaciones a los tres primeros clasificados de cada etapa y en los puertos de montaña. Fueron 104 los ciclistas inscritos los que tomaron la salida, pero finalmente fueron 91 los que salieron.

## Etapas
| Etapa | Fecha            | Ciudades de etapa             | km    | Vencedor de la etapa | Líder de la general |
| ----- | ---------------- | ----------------------------- | ----- | -------------------- | ------------------- |
| 1º    | 6 de septiembre  | Montjuïc - Montjuïc           | 46,0  | Miguel Poblet        | Miguel Poblet       |
| 2º    | 6 de septiembre  | San Adrián del Besós - Gerona | 92,0  | Adolfo Grosso        | Adolfo Grosso       |
| 3º    | 7 de septiembre  | Gerona - Granollers           | 186,0 | Francisco Alomar     | Francisco Alomar    |
| 4º    | 8 de septiembre  | Granollers - Andorra la Vieja | 247,0 | Salvador Botella     | Salvador Botella    |
| 5ºA   | 9 de septiembre  | Andorra la Vieja - Orgañá     | 43,0  | Salvador Jarque      | Salvador Botella    |
| 5ºB   | 9 de septiembre  | Orgañá - Agramunt (CRI)       | 54,0  | José Serra           | Salvador Botella    |
| 6º    | 9 de septiembre  | Agramunt - Lérida             | 60,0  | Carmelo Morales      | Salvador Botella    |
| 7º    | 10 de septiembre | Lérida - Tortosa              | 188,0 | Jaime Montaña        | Salvador Botella    |
| 8º    | 11 de septiembre | Tortosa - Tarragona           | 100,0 | Miguel Poblet        | Salvador Botella    |
| 9º    | 12 de septiembre | Tarragona - Berga             | 258,0 | Donato Zampini       | Donato Zampini      |
| 10º   | 13 de septiembre | Berga - Barcelona             | 170,0 | Marcel Janssens      | Salvador Botella    |

### 1ª etapa[2]
06-09-1953: Barcelona - Barcelona. 46,0 km
|   | Ciclista         | Equipo                | Tiempo     |
| - | ---------------- | --------------------- | ---------- |
| 1 | Miguel Poblet    | Cataluña-Cacaolat     | 1h 11' 55" |
| 2 | Salvador Botella | Valencia-Coñac Lustau | m. t.      |
| 3 | Manolo Rodríguez | Galicia-Asturias      | m. t.      |

|   | Ciclista         | Equip                 | Temps      |
| - | ---------------- | --------------------- | ---------- |
| 1 | Miguel Poblet    | Cataluña-Cacaolat     | 1h 11' 55" |
| 2 | Salvador Botella | Valencia-Coñac Lustau | m. t.      |
| 3 | Manolo Rodríguez | Galicia-Asturias      | m. t.      |

### 2ª etapa
06-09-1953:  San Adrián del Besós- Girona. 92,0 km
|   | Ciclista        | Equipo        | Tiempo     |
| - | --------------- | ------------- | ---------- |
| 1 | Adolfo Grosso   | Italia-Gaggia | 1h 39' 30" |
| 2 | Donato Zampini  | Italia-Gaggia | m. t.      |
| 3 | Marcel Janssens | Bélgica       | m. t.      |

|   | Ciclista                   | Equip         | Temps      |
| - | -------------------------- | ------------- | ---------- |
| 1 | Adolfo Grosso              | Italia-Gaggia | 3h 35' 45" |
| 2 | Marcel Janssens            | Bélgica       | + 01' 09"  |
| 3 | Federico Martín Bahamontes | Castilla      | + 01' 99"  |

### 3ª etapa
07-09-1953: Girona - Granollers. 186,0 km
|   | Corredor         | Equipo                | Tiempo     |
| - | ---------------- | --------------------- | ---------- |
| 1 | Francisco Alomar | Palma-Riera Marsá     | 5h 39' 08" |
| 2 | Antonio Castell  | Baleares-Coñac Decano | + 04' 07"  |
| 3 | Hans Preiskeit   | Alemania-Mutua        | + 10' 45"  |

|   | Ciclista                   | Equipo            | Tiempo     |
| - | -------------------------- | ----------------- | ---------- |
| 1 | Francisco Alomar           | Palma-Riera Marsá | 9h 18' 12" |
| 2 | Marcel Janssens            | Bélgica           | + 08' 45"  |
| 3 | Federico Martín Bahamontes | Castilla          | + 08' 55"  |

### 4ª etapa
08-09-1953: Granollers - Encamp. 247,0 km
|   | Corredor          | Equipo                 | Tiempo     |
| - | ----------------- | ---------------------- | ---------- |
| 1 | Salvador Botella  | Valencia-Conyac Lustau | 8h 08' 17" |
| 2 | Jacques Schoubben | Bélgica                | + 01' 55"  |
| 3 | Antonio Gelabert  | Baleares-Coñac Decano  | + 03' 37"  |

|   | Ciclista          | Equipo                | Tiempo      |
| - | ----------------- | --------------------- | ----------- |
| 1 | Salvador Botella  | Valencia-Coñac Lustau | 17h 36' 24" |
| 2 | Jacques Schoubben | Bélgica               | + 04' 40"   |
| 3 | Francisco Masip   | Barcelona             | + 04' 57"   |

### 5ª etapa[3]
09-09-1953: (5A Encamp-Orgañá 43 km) y (5B Orgañá-Agramunt 54 km)
|   | Corredor             | Equipo                | Tiempo     |
| - | -------------------- | --------------------- | ---------- |
| 1 | Salvador Jarque      | Valencia-Coñac Lustau | 1h 08' 55" |
| 2 | Hortensio Vidaurreta | Aragón-Navarra        | + 01"      |
| 3 | Senén Mesa           | Galícia-Asturias      | + 02"      |

|   | Corredor         | Equipo                | Tiempo     |
| - | ---------------- | --------------------- | ---------- |
| 1 | José Serra       | Cataluña-Cacaolat     | 1h 25' 48" |
| 2 | Francisco Masip  | Barcelona             | + 31"      |
| 3 | Salvador Botella | Valencia-Coñac Lustau | + 1' 06"   |

|   | Ciclista         | Equip                | Temps      |
| - | ---------------- | -------------------- | ---------- |
| 1 | José Serra       | Cataluña-Cacaolat    | 2h 36' 33" |
| 2 | Francisco Masip  | Barcelona            | + 31"      |
| 3 | Salvador Botella | Valecia-Coñac Lustau | + 01' 06"  |

|   | Ciclista         | Equipo                | Tiempo      |
| - | ---------------- | --------------------- | ----------- |
| 1 | Salvador Botella | Valencia-Coñac Lustau | 20h 13' 43" |
| 2 | José Serra       | Cataluña-Cacaolat     | + 03' 26"   |
| 3 | Francisco Massip | Barcelona             | + 04' 02"   |

### 6ª etapa[4]
09-09-1953:  Agramunt - Lérida. 60,0 km
|   | Ciclista        | Equipo                  | Tiempo     |
| - | --------------- | ----------------------- | ---------- |
| 1 | Carmelo Morales | País Vasco-Botes Cumbre | 1h 32' 58" |
| 2 | Pedro Guzmán    | Castilla                | m. t.      |
| 3 | Senén Mesa      | Galicia-Astúries        | + 02"      |

|   | Ciclista         | Equipo                | Tiempo      |
| - | ---------------- | --------------------- | ----------- |
| 1 | Salvador Botella | Valencia-Coñac Lustau | 21h 53' 38" |
| 2 | José Serra       | Cataluña-Cacaolat     | + 03' 26"   |
| 3 | Francisco Masip  | Barcelona             | + 04' 02"   |

### 7ª etapa[5]
10-09-1953: Lérida - Tortosa. 188,0 km
|   | Ciclista          | Equipo            | Tiempo     |
| - | ----------------- | ----------------- | ---------- |
| 1 | Jaime Montaña     | Barcelona         | 5h 35' 35" |
| 2 | Miguel Bover      | Palma-Riera Marsà | m. t.      |
| 3 | José Vidal Porcar | Barcelona         | m. t.      |

|   | Ciclista         | Equip                 | Temps       |
| - | ---------------- | --------------------- | ----------- |
| 1 | Salvador Botella | Valencia-Coñac Lustau | 27h 29' 13" |
| 2 | José Serra       | Cataluña-Cacaolat     | + 03' 26"   |
| 3 | Francisco Masip  | Barcelona             | + 04' 02"   |

### 8ª etapa[6]
11-09-1953: Tortosa - Tarragona. 100,0 km
|   | Corredor       | Equipo            | Tiempo     |
| - | -------------- | ----------------- | ---------- |
| 1 | Miguel Poblet  | Cataluña-Cacaolat | 2h 46' 03" |
| 2 | José Vidal     | Barcelona         | + 02"      |
| 3 | Guido De Santi | Italia-Gaggia     | + 05"      |

|   | Ciclista         | Equipo                 | Tiempo      |
| - | ---------------- | ---------------------- | ----------- |
| 1 | Salvador Botella | València-Conyac Lustau | 30h 21' 43" |
| 2 | José Serra       | Catalunya-Cacaolat     | + 03' 26"   |
| 3 | Francisco Masip  | Barcelona              | + 04' 02"   |

### 9ª etapa[7]
12-09-1953: Tarragona - Berga. 258,0 km
|   | Ciclista          | Equipo            | Tiempo     |
| - | ----------------- | ----------------- | ---------- |
| 1 | Donato Zampini    | Italia-Gaggia     | 7h 37' 40" |
| 2 | Miguel Gual       | Palma-Riera Marsà | + 06' 48"  |
| 3 | Jacques Schoubben | Bèlgica           | m. t.      |

|   | Ciclista         | Equipo                | Tiempo      |
| - | ---------------- | --------------------- | ----------- |
| 1 | Donato Zampini   | Italia-Gaggia         | 38h 06' 17" |
| 2 | Salvador Botella | Valencia-Coñac Lustau | + 01' 31"   |
| 3 | José Serra       | Cataluña-Cacaolat     | + 04' 57"   |

### 10.ª etapa[8]
12-09-1953: Berga - Barcelona. 170,0 km
|   | Ciclista        | Equipo            | Tiempo     |
| - | --------------- | ----------------- | ---------- |
| 1 | Marcel Janssens | Bèlgica           | 4h 36' 39" |
| 2 | Francisco Masip | Barcelona         | + 03' 38"  |
| 3 | Miguel Bover    | Palma-Riera Marsà | + 03' 54"  |

|   | Ciclista         | Equipo                | Tiempo      |
| - | ---------------- | --------------------- | ----------- |
| 1 | Salvador Botella | Valencia-Coñac Lustau | 42h 48' 21" |
| 2 | Francisco Masip  | Barcelona             | + 02' 46"   |
| 3 | José Serra       | Cataluña-Cacaolat     | + 03' 16"   |

## Clasificación General
|    | Ciclista                   | Equipo                | Tiempo      |
| -- | -------------------------- | --------------------- | ----------- |
|    | Salvador Botella           | Valencia-Coñac Lustau | 42h 48' 21" |
| 2  | Francisco Masip            | Barcelona             | + 2' 46"    |
| 3  | José Serra                 | Cataluña-Cacaolat     | + 3' 16"    |
| 4  | Antonio Gelabert           | Baleares-Coñac Decano | + 5' 42"    |
| 5  | Emilio Rodríguez           | Galicia-Asturias      | + 7' 58"    |
| 6  | Bernardo Ruiz              | Valencia-Coñac Lustau | + 8' 53"    |
| 7  | Donato Zampini             | Italia-Gaggia         | + 9' 59"    |
| 8  | Federico Martín Bahamontes | Castilla              | + 13' 20"   |
| 9  | Miguel Bover               | Palma-Riera Marsà     | + 14' 11"   |
| 10 | Joaquín Filba              | Barcelona             | + 19' 32"   |

## Clasificaciones secundarias
|   | Ciclista                   | Equipo            | Puntos |
| - | -------------------------- | ----------------- | ------ |
| 1 | Federico Martín Bahamontes | Castilla          | 21     |
| 2 | Francisco Masip            | Barcelona         | 13     |
| 3 | José Serra                 | Cataluña-Cacaolat | 11     |

|   | Equipo                | Puntos       |
| - | --------------------- | ------------ |
| 1 | Barcelona             | 129h 46' 16" |
| 2 | Baleares-Coñac Decano | + 20' 11"    |
| 3 | Palma-Riera Marsà     | + 22' 38"    |